# Bad Tatzmannsdorf
Bad Tatzmannsdorf (węg. Tarcsafürdő, Tarcsa; burg.-chorw. Tarča) – gmina uzdrowiskowa w Austrii, w kraju związkowym Burgenland, w powiecie Oberwart. 1 stycznia 2014 liczyła 1,43 tys. mieszkańców.